# Joachim Christian Friedrich von Itzenplitz
Joachim Christian Friedrich von Itzenplitz (* 6. März 1706; † 18. April 1765 in Neustadt-Eberswalde) war ein preußischer Generalmajor und Chef des Garnisonsregiments Nr. 7 sowie Erbherr auf Jerchel.

## Leben

### Herkunft
Seine Eltern waren Balthasar Friedrich von Itzenplitz und dessen zweite Ehefrau Sophia von Zieten. Der preußische Generalleutnant August Friedrich von Itzenplitz war sein älterer Halbbruder. Ein weiterer Halbbruder Heinrich Friedrich von Itzenplitz starb am 28. November 1751 als Oberstleutnant im Infanterieregiment Nr. 8 in Stettin.

### Militärkarriere
Itzenplitz kam 1721 in das Infanterieregiment Nr. 20. Dort wurde er 1723 Fähnrich und am 11. November 1729 Premierleutnant. Im Jahr 1741 übernahm er im Regiment „Jung-Dohna“ Nr. 38 eine Kompanie. Dort stieg er auf bis zum Major. Im Juni 1751 wurde er zum Oberstleutnant befördert und im Februar 1757 wurde er Oberst. Im August 1759 wurde er zum Generalmajor ernannt. Im März 1760 erhielt er das Garnisonsregiment Nr. 7.
Er kämpfte im Ersten und Zweiten Schlesischen Krieg. Dabei wurde er in der Schlacht bei Kunersdorf am Fuß verwundet.

### Familie
Itzenplitz war zweimal verheiratet. Seine erste Frau war Viktoria Sophie von Reder († 20. August 1764). Seine zweite Frau war Charlotte Wilhelmine Ursin von Baer († 30. Januar 1805), eine Enkelin des Bischofs Benjamin Ursinus.